# Prasinocyma triseriata
Prasinocyma triseriata là một loài bướm đêm trong họ Geometridae.